# Traipu
Traipu è un comune del Brasile nello Stato dell'Alagoas, parte della mesoregione di Agreste Alagoano e della microregione di Traipu.

## Galleria d'immagini

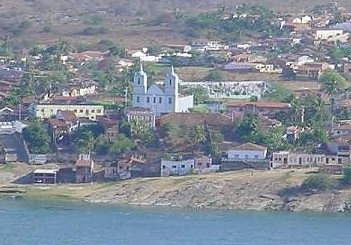
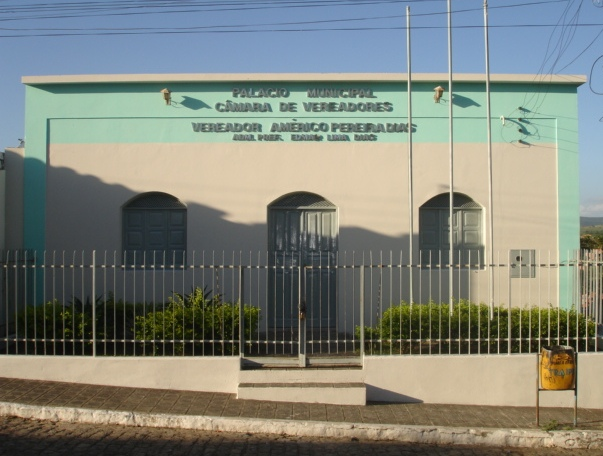
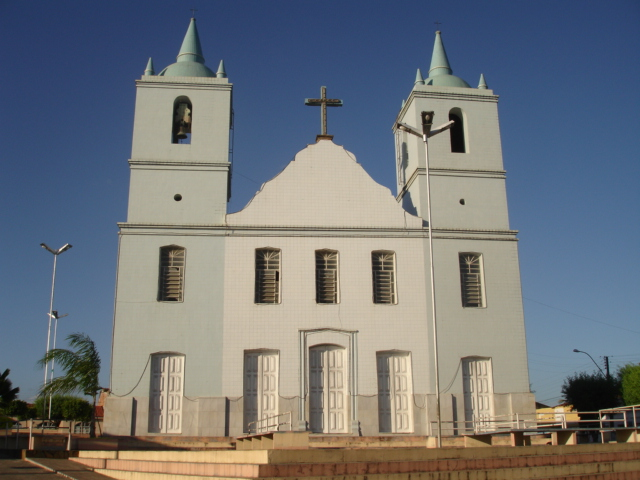

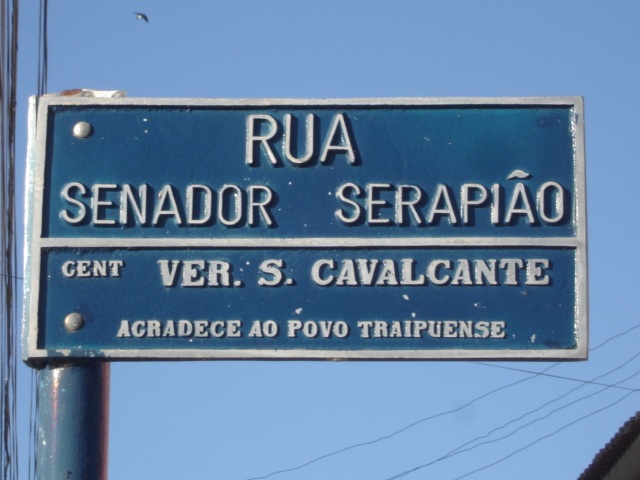
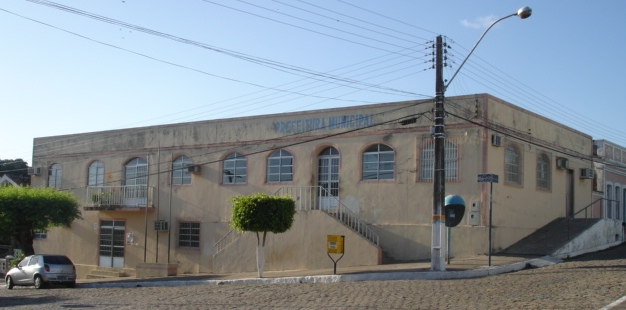